# Wasseiges
Wasseiges (valonă Wazedje) este o comună francofonă din regiunea Valonia din Belgia. Comuna este formată din localitățile Wasseiges, Acosse, Ambresin și Meeffe. Suprafața totală a comunei este de 24,45 km². La 1 ianuarie 2008 comuna avea o populație totală de 2.582 locuitori. 